# Октябрьская улица (Таганрог)
Октя́брьская улица — улица в центральной исторической части Таганрога.

## География
Октябрьская улица расположена между Мечниковским переулком и Транспортной улицей. Протяжённость 4 090 метров. Нумерация домов ведётся от Мечниковского переулка.

## История
Бывшая Гимназическая улица. Название получила в связи с расположенной на ней Таганрогской коммерческой мужской гимназией, открытой в 1806 году как по ходатайству тогдашнего таганрогского градоначальника барона Б. Б. Кампенгаузена.
Переименована в 1923 году в улицу Октябрьской Революции. Позднее название трансформировалось в Октябрьскую улицу.

## На улице расположены
- Городская больница № 3 (бывшая хирургическая лечебница В. В. Зака) — дом 7;
- Гимназия № 2 им. А. П. Чехова — дом 9;
- Литературный музей А. П. Чехова — дом 9;
- ОАО «НПО Кузробот» (быв. НИИ кузнечно-прессового роботостроения) — дом 17;
- ТЦ «Лабиринт» — дом 24-2;
- Стадион «Радуга» — дом 26;
- Универсам «Пятёрочка» — дом 29;
- Таганрогский молокозавод — дом 31;
- Гостиница Рафтопуло — дом 35;
- Отделение почтовой связи Таганрог 347904 — дом 37;
- Отделение Сбербанка — дом 39.

## Памятники
- Бюст Героя Советского Союза И. К. Голубца. Установлен перед входом в Гимназию № 2 им. А. П. Чехова. Октябрьская улица, 9.
- У гимназии также расположены памятники «Чехов-гимназист» и «Человек в футляре».